# Isoglossa angusta
Isoglossa angusta là một loài thực vật có hoa trong họ Ô rô. Loài này được (Nees) Baker mô tả khoa học đầu tiên năm 1885.